# Unabhängige Wählergemeinschaft Ingolstadt
Die Unabhängige Wählergemeinschaft Ingolstadt (UWG), ursprünglich Unabhängigen Demokraten Ingolstadts (UDI), ist eine kommunale Wählergruppe, die vier ehemalige Stadträte der ÖDP, den Freien Wähler (FW) und der Christlich-Sozialen Union (CSU) 2017 gegründet haben.
Im Jahr 2020 trat die UDI erstmals zur Kommunalwahl in Ingolstadt an und erreichte bei einem Ergebnis von 4,6 Prozent zwei Stadtratssitze im Ingolstädter Stadtrat. Dabei verlor sie jedoch den Status der Fraktion, da diese erst ab 3 Stadtratsmitgliedern gewährt wird.
Ende September 2020 wurde bekannt, dass die Stadträte der UDI planen, mit der Wählergruppe BGI in Ingolstadt zu fusionieren. Ziel ist die Fraktionsstärke im Ingolstädter Stadtrat. Diese würden UDI und BGI mit 4 Mandaten erreichen.
Seit Anfang November 2020 sind die beiden Stadträte der BGI zur UDI gewechselt und aus der BGI ausgetreten. Sie treten nun zu viert als gemeinsame Stadtratsfraktion namens UWG auf. Die Vereine BGI und UDI bestehen weiterhin getrennt voneinander, wobei einige Mitglieder der BGI zur UDI gewechselt sind – teilweise mit oder ohne Austritt aus der BGI.
Mit Beschluss der Mitgliederversammlung vom 1. September 2021 wurde UDI umbenannt in „Unabhängige Wählergemeinschaft Ingolstadt“. Damit will der Verein die gemeinsamen Ziele der ehemaligen UDI und der neu hinzugekommenen BGI-Mitglieder unter einen Namen stellen und zudem auch die enge Verbundenheit zu ihren UWG-Stadträten zeigen. 5 der 12 Vorstandsmitglieder der UWG sind zudem ehemalige oder aktive BGI-Vorstandsmitglieder.
Vorsitzender der UWG ist seit dem 1. September 2021 Martin Köster. Er löste Simone Vosswinkel ab, die nach dem Rücktritt von Jürgen Köhler im März 2021 kurzzeitig das Amt kommissarisch übernahm. Jürgen Köhler war von Mai 2019 bis zu seinem Rücktritt im März 2021 Vorsitzender. Er löste Dorothea Soffner als Vorsitzende ab, die seit Gründung im August 2017 bis Mai 2019 den Vorsitz hatte.